# Sainte-Consorce
Sainte-Consorce es una comuna francesa situada en el departamento de Ródano, de la región de Auvernia-Ródano-Alpes. Está integrada en la comunidad de comunas Vallons du Lyonnais.

## Demografía
| 333 | 444 | 767 | 1 017 | 1 223 | 1 608 | 1 829 | 1 909 | 2 065 |
| Para los censos de 1962 a 1999 la población legal corresponde a la población sin duplicidades (Fuente: INSEE [Consultar]) |     |     |       |       |       |       |       |       |